# Улльский замок
Улльский замок (бел. Ульскі замак) — замок, существовавший в XVI-XVII веках в местечке Улла при слиянии реки Уллы и Западной Двины. Предназначение этих укреплений — контролировать устье реки Уллы и движение по Западной Двине.

## История
Возведение улльского замка начато в 1563 году во время Ливонской войны по приказу Сигизмунда II Августа. При строительстве узкий мыс отрезали, прокопав ров, соединяющий Уллу и Двину, насыпали оборонительный вал, склоны замчища, обращённые к воде, вымостили камнем. Однако строительство, руководимое венецианским инженером, было прервано внезапным нападением русских войск, которые перебили всю строительную команду.
В свою очередь, Иван Грозный в 1567 году приказал выстроить на этом месте восьмибашенную деревянную крепость, состоящую из городней, наполненных землёй. В начале 1568 года замок выдержал трёхнедельную осаду литовских войск под командованием Я. Ходкевича. Разрушив стены замка артиллерийским огнём, литовские войска отступили, так и не взяв крепость. 20 сентября 1568 года литовский гетман Р. Сангушко внезапным штурмом захватил крепость. В плен попали воеводы — братья Вельяминовы и около 800 стрельцов.
В 1580 году по приказу Стефана Батория валы замка были увеличены до 6 сажень (11,5 метров). В начале русско-польской войны, летом 1654 года, укрепления были заняты русскими войсками, разрушены и в дальнейшем больше не восстанавливались.